# Simmelsdorf
Simmelsdorf – miejscowość i gmina w Niemczech, w kraju związkowym Bawaria, w rejencji Środkowa Frankonia, w regionie Industrieregion Mittelfranken, w powiecie Norymberga. Leży w Okręgu Metropolitarnym Norymbergi, około 20 km na północny wschód od Norymbergi i ok. 6 km na północny wschód od Lauf an der Pegnitz, nad rzeką Schnaittach, przy autostradzie A9 i linii kolejowej Norymberga - Simmelsdorf.

## Dzielnice
W skład gminy wchodzą następujące dzielnice: 
- Au
- Bühl
- Diepoltsdorf
- Großengsee
- Hüttenbach
- Ittling
- Ittlinger Mühle
- Judenhof
- Kaltenhof
- Oberachtel
- Obernaifermühle
- Mittelnaifermühle
- Unternaifermühle
- Oberndorf
- Oberwindsberg
- Rampertshof
- Schindelrangen
- Simmelsdorf
- St. Helena
- St. Martin
- Strahlenfels
- Unterachtel
- Unterwindsberg
- Utzmannsbach
- Wildenfels
- Winterstein

## Polityka
Rada gminy składa się z 16 członków:
|      | CSU | FWG | Bezpartyjni | Razem     |
| 2002 | 6   | 5   | 5           | 16 miejsc |

### Współpraca
Miejscowość partnerska:
- Scheibenberg, Saksonia

## Zabytki i atrakcje
- ruiny zamku Wildenfels
- teatr Simmelsdorfer Mühle